# المشاش (مركز الجائزة)
المشاش قرية سعودية، تتبع مركز الجائزة في محافظة الليث بمنطقة مكة المكرمة.